# Luís Martins Collaço
Luís Martins Collaço, o Coronel Collaço (Laguna, 1817 — Tubarão, 7 de dezembro de 1888), foi um político brasileiro.

## Vida
Filho homônimo de Luís Martins Collaço, juiz ordinário em Laguna (desaparecido em 21 de agosto de 1821, foi assassinado e seu corpo encontrado seis dias depois) e Maria Francisca Nunes. Casou com Maria Teixeira Nunes, neta de João Teixeira Nunes, fundador do município de Tubarão. Neto do também Luís Martins Collaço, marinheiro e capitão de longo curso, que morreu afogado em um naufrágio na barra da Lagoa dos Patos, Rio Grande do Sul, que também teve como filha Anna Collaço.

## Carreira
Foi coronel da Guarda Nacional, o posto máximo da força paramilitar criada pelo Ministério da Justiça, a fim de manter a integridade do território nacional, servindo como força auxiliar do exército.
Foi juiz de paz da comarca de Tubarão, comendador da Imperial Ordem da Rosa, mordomo de Sua Alteza Real e Imperial Princesa Isabel e influente político na região sul do estado de Santa Catarina.
Em carta datada de 30 de junho de 1878, assim escreve:
"Por minha influência, e até com alguma despesa e sacrifícios feitos por mim, é que temos o núcleo espontâneo de alemães de Braço do Norte". Uma das praças principais de Braço do Norte é denominada Praça Coronel Collaço. Em Tubarão duas ruas lhe são tributadas: Rua Coronel Collaço e Rua Luiz Martins Collaço.
Foi procurador da Princesa Isabel e seu "augusto esposo" Gastão de Orléans, Conde d'Eu, em 1875, por ocasião da determinação e medições iniciais do patrimônio dotal no sul de Santa Catarina.
Descrição textual das terras da Colônia Grão Pará, do patrimônio dotal da Princesa Isabel:
"As terras de SS. AA. são riquíssimas em toda sua extensão, principalmente as que são banhadas pelos rios Tubarão, Oratório, Vaca, Laranjeiras, Hipólito, Pequeno, Pinheiros, Braço do Norte e Meio. A área menos rica é a linha da parte da Serra Geral; ainda assim produz cana, milho, feijão, batatas e trigo; e toda a qualidade de legumes com abundância. Todas as terras de SS. AA. prestam-se à lavoura, salvo algumas montanhas contra a Serra Geral, onde o frio penetra muito; mas ali mesmo pode dar bom trigo e outros cereais. Não há banhados nas terras de SS. AA. As terras de SS. AA. prestam-se a todos os cereais e demais produtos de lavoura em toda a sua extensão, com exceção do café e algodão na linha da costa da Serra, onde o frio não os deixa produzir". (Texto possivelmente de 1882.)
Na eleição para a representação catarinense à Assembleia Geral Legislativa do Império para a 24ª legislatura (1882 — 1883), foi candidato do Partido Liberal pelo 2º distrito, sediado em Laguna, juntamente com Manuel da Silva Mafra. Pelo Partido Conservador concorreram Manuel José de Oliveira e Francisco Carlos da Luz. O eleito foi Manuel da Silva Mafra.
Em 26 de dezembro de 1884 o Conde d'Eu desembarcou em Laguna. Procurado pelo sr. Collaço, foi-lhe este apresentado, e bem assim diversas outras pessoas que ali se achavam.
Foi sepultado no Cemitério Municipal de Tubarão. Sua sepultura está bem preservada e é uma das mais antigas do cemitério. Ocupada por diversos membros familiares, ao patriarca e sua esposa é dedicada uma placa em sua base frontal, constando:

Aqui jáz

O coronel Luiz Martins Collaço

Fallecido a 7 de dezembro de 1888

E D. Maria Teixeira Martins Collaço

Fallecida a 29 de agosto de 1882

Orai por elles

## Passagem do médico e viajante Robert Christian Avé-Lallemant por Tubarão
Robert Christian Avé-Lallemant, em sua viagem de Desterro para Lages, em 1858, passou por Tubarão no mês de junho. Referindo-se a seu anfitrião como "Capitão Colaço", descreve:
- 5 de junho (página 39): Portando uma carta de recomendação do presidente da província João José Coutinho, foi hóspede do então Capitão Colaço.
- 6 de junho (página 39): Ao amanhecer subiu uma pequena elevação atrás da igreja, de onde vislumbrou "... milhares de laranjas douradas e a bela folhagem dos cafezais carregados de frutos maduros. ... havia plantações de milho, de cujos colmos secos ainda pendiam as espigas. ... O meu hospitaleiro Capitão Colaço convidou-me a um pequeno passeio a cavalo. Viajamos por uma meia hora, Tubarão acima, ao longo de bonitas plantações, algumas das quais ornadas com belas casas. Por toda parte brilham milhares de laranjas, tanto que o nobre fruto é dado como forragem aos porcos. Em toda parte se vêem plantações de mandioca e milharais. E, entretanto, quanta terra e quanto mato por aproveitar! O estado natural ainda se vê em toda parte! ... Através de uma grande planície, coberta em parte de mato e em parte de relva, ao sopé da próxima serra, além do Tubarão, corre o Capivari, afluente navegável do Tubarão. A terra, ali, ainda está disponível; daria magnífico solo para uma colônia, que teria no rio uma adequada via de exportação. Que bela vista oferecerá esta magnífica região do Tubarão cem ou duzentos anos mais tarde, quando a cultura realizar aqui a sua grande obra de reforma e naquela esplêndida planície, naquelas serras pitorescas, até nos últimos desfiladeiros, o esforço humano tiver engastado um monumento no outro sob a forma de aldeias, quintas, sítios e fábricas! Estas, aliás, devia eu referir em primeiro lugar, pois, além do próprio rio, a natureza forneceu a Tubarão o mais poderoso agente que fomenta a indústria humana - o carvão de pedra! ... Vi em poder do Capitão Colaço algumas amostras, nas quais se reconhece excelente carvão. ... Como a massa principal do carvão fica no caminho pra Lages, nisso encontrei motivo especial para subir aquela íngreme serra. Tem, pois, toda a região de Tubarão e Capivari um belo futuro diante de si. Decerto, no momento, fora a magnífica natureza, tudo deixa bastante a desejar. A freguesia tem sete mil habitantes; mas os homens vivem tão dispersos, separados por muitas milhas, que lhes escapa uma multidão de recursos necessários ao progresso da sociedade humana. Por exemplo, em toda a freguesia não há um só médico, nem mesmo em Laguna. ... Para um pai de família como o amável senhor Colaço, com muitos filhos, surgem cuidados, oriundos das próprias condições da natureza primitiva. Além da administração de suas fazendas, tem de dirigir os trabalhos da estrada da serra e - a necessidade a tudo obriga - de ocupar-se de medicina popular e de educar os filhos, tanto quanto é possível. Além disso, ainda é o chefe da Guarda Nacional na freguesia, o que também toma tempo: em resumo, tem deveres muito sérios. E por isso tanto mais grato lhe sou pela sua atenção e abnegada conduta para comigo. ... tive de tomar providências especiais para a minha excursão a Lages. ... o meu bom Capitão (Colaço) fez todo o esforço possível para facilitar-me o meu afamado caminho com guias, cartas e animais."
- 7 de junho, segunda-feira (página 43): "... parti a cavalo com o meu spahi e um guia que devia levar-me até a temida Serra do Tubarão ... "

A descrição desta viagem a cavalo em 1858 é reproduzida por João Leonir Dall'Alba em sua obra Laguna antes de 1880: Documentário. Florianópolis: Lunardelli, 1976, páginas 139 a 165.